# The Moon Song
The Moon Song ist ein Lied der Yeah-Yeah-Yeahs-Sängerin Karen O (Karen Orzolek). Sie wurde als Single mit drei Versionen des Stücks veröffentlicht. Stilistisch ist es dem Indie-Folk zuzuordnen. Es wurde für den Film Her in Zusammenarbeit mit dem Regisseur Spike Jonze geschrieben.

## Entstehungsgeschichte
Karen O schrieb das Lied an ihrem Küchentisch kurz nachdem sie das Drehbuch zum Film Her gelesen hatte. Spike Jonze war ebenfalls am Songwriting beteiligt. Die beiden hatten bereits beim Soundtrack zu Wo die wilden Kerle wohnen (2009) zusammengearbeitet. Die Version im Film wurde von den Schauspielern Joaquin Phoenix und Scarlett Johansson eingesungen, deren Charaktere Theodore und Samantha im Film das Lied auf einer Ukulele „komponieren“.
Karen O selbst nahm eine weitere Soloversion des Liedes auf, die im Abspann des Films verwendet wurde. Daneben existiert eine Duett-Version von Karen O zusammen mit Ezra Koenig, dem Sänger von Vampire Weekend. Alle drei Versionen wurden am 11. Februar 2014 als Extended Play von dem Independent-Label WaterTower Music exklusiv über iTunes veröffentlicht.

## Oscar-Nominierung
Im Januar 2014 wurde bekannt gegeben, dass der Song für den Oscar nominiert wurde, zusammen mit Let It Go aus Die Eiskönigin – Völlig unverfroren, Happy aus Ich – Einfach unverbesserlich 2, Ordinary Love aus Mandela – Der lange Weg zur Freiheit und Alone Yet Not Alone aus dem gleichnamigen Film. Letzteres wurde später disqualifiziert. Karen O und Ezra Koenig durften das Lied bei der Oscarverleihung 2014 zusammen aufführen. Der Oscar ging jedoch an Let It Go.

## Extended Play
1. Karen O und Ezra Koenig: The Moon Song (studio version duet) – 3:05
2. Karen O: The Moon Song (end title credit) – 2:26
3. Scarlett Johansson und Joaquin Phoenix: The Moon Song (film version) – 1:50